# Pascal Groß
Pascal Groß (Mannheim, 15 de junho de 1991) é um futebolista profissional alemão que atua como meio-campista. Atualmente, defende o Borussia Dortmund.

## Carreira

### Hoffenheim
Groß fez seu primeiro jogo como profissional na Bundesliga pelo Hoffenheim em 2 de maio de 2009 na derrota por 4–0 para o Wolfsburg.

### Karlsruher
Em janeiro de 2011, Groß se transferiu para o Karlsruher.

### Brighton & Hove Albion
Em maio de 2017, o Brighton & Hove Albion anunciou a contratação de Groß, por quatro anos, por uma taxa não divulgada. Ele estreou pelo Brighton em 12 de agosto de 2017, em uma derrota em casa por 2–0 para o Manchester City, em uma partida válida pela Premier League.
Groß fez seus primeiros dois gols pelo Brighton na vitória sobre o West Bromwich por 3–1, em uma partida válida pela Premier League, na qual também deu uma assistência.

### Borussia Dortmund
No dia 1º de agosto de 2024, Groß assinou até junho de 2026 com o Borussia Dortmund. O clube alemão desembolsou 7 milhões de euros na sua contratação.

## Estatísticas
Atualizado até 27 de abril de 2019.

### Clubes
| Equipe                 | Temporada         | Campeonato nacional | Campeonato nacional | Copa nacional | Copa nacional | Competições continentais | Competições continentais | Outros torneios | Outros torneios | Total | Total |
| Equipe                 | Temporada         | Jogos               | Gols                | Jogos         | Gols          | Jogos                    | Gols                     | Jogos           | Gols            | Jogos | Gols  |
| ---------------------- | ----------------- | ------------------- | ------------------- | ------------- | ------------- | ------------------------ | ------------------------ | --------------- | --------------- | ----- | ----- |
| Hoffenheim             | 2008–09           | 4                   | 0                   | 0             | 0             | —                        | —                        | —               | —               | 4     | 0     |
| Hoffenheim             | 2009–10           | 1                   | 0                   | 1             | 0             | —                        | —                        | —               | —               | 2     | 0     |
| Hoffenheim             | Total             | 5                   | 0                   | 1             | 0             | —                        | —                        | —               | —               | 6     | 0     |
| Hoffenheim II          | 2010–11           | 17                  | 4                   | —             | —             | —                        | —                        | —               | —               | 17    | 4     |
| Hoffenheim II          | Total             | 17                  | 4                   | —             | —             | —                        | —                        | —               | —               | 17    | 4     |
| Karlsruher II          | 2010–11           | 3                   | 0                   | —             | —             | —                        | —                        | —               | —               | 3     | 0     |
| Karlsruher II          | 2011–12           | 8                   | 1                   | —             | —             | —                        | —                        | —               | —               | 8     | 1     |
| Karlsruher II          | Total             | 11                  | 1                   | —             | —             | —                        | —                        | —               | —               | 11    | 1     |
| Karlsruher             | 2010–11           | 3                   | 1                   | 0             | 0             | —                        | —                        | —               | —               | 3     | 1     |
| Karlsruher             | 2011–12           | 22                  | 2                   | 1             | 0             | —                        | —                        | 2               | 1               | 25    | 3     |
| Karlsruher             | Total             | 25                  | 3                   | 1             | 0             | —                        | —                        | 2               | 1               | 28    | 4     |
| Ingolstadt II          | 2013–14           | 1                   | 0                   | —             | —             | —                        | —                        | —               | —               | 1     | 0     |
| Ingolstadt II          | Total             | 1                   | 0                   | —             | —             | —                        | —                        | —               | —               | 1     | 0     |
| Ingolstadt             | 2012–13           | 30                  | 2                   | 1             | 0             | —                        | —                        | —               | —               | 31    | 2     |
| Ingolstadt             | 2013–14           | 29                  | 2                   | 2             | 0             | —                        | —                        | —               | —               | 31    | 2     |
| Ingolstadt             | 2014–15           | 34                  | 7                   | 1             | 0             | —                        | —                        | —               | —               | 35    | 7     |
| Ingolstadt             | 2015–16           | 32                  | 1                   | 1             | 0             | —                        | —                        | —               | —               | 33    | 1     |
| Ingolstadt             | 2016–17           | 33                  | 5                   | 2             | 0             | —                        | —                        | —               | —               | 35    | 5     |
| Ingolstadt             | Total             | 158                 | 17                  | 7             | 0             | —                        | —                        | —               | —               | 165   | 17    |
| Brighton & Hove Albion | 2017–18           | 38                  | 7                   | 1             | 0             | —                        | —                        | 1               | 0               | 40    | 7     |
| Brighton & Hove Albion | 2018–19           | 23                  | 3                   | 2             | 0             | —                        | —                        | —               | —               | 25    | 3     |
| Brighton & Hove Albion | Total             | 61                  | 10                  | 3             | 0             | —                        | —                        | 1               | 0               | 65    | 10    |
| Total na carreira      | Total na carreira | 278                 | 35                  | 12            | 0             | 0                        | 0                        | 4               | 1               | 293   | 36    |